# Calalzo di Cadore
Calalzo di Cadore is een gemeente in de Italiaanse provincie Belluno (regio Veneto) en telt 2447 inwoners (31-12-2004). De oppervlakte bedraagt 43,4 km², de bevolkingsdichtheid is 56 inwoners per km².
De volgende frazioni maken deel uit van de gemeente: Rizzios, Grea, Molinà.

## Demografie
Calalzo di Cadore telt ongeveer 1011 huishoudens. Het aantal inwoners steeg in de periode 1991-2001 met 0,1% volgens cijfers uit de tienjaarlijkse volkstellingen van ISTAT.
| Jaar | Inwoneraantal |
| ---- | ------------- |
| 1991 | 2416          |
| 2001 | 2419          |

## Geografie
De gemeente ligt op ongeveer 806 m boven zeeniveau.
Calalzo di Cadore grenst aan de volgende gemeenten: Auronzo di Cadore, Borca di Cadore, Domegge di Cadore, Pieve di Cadore, San Vito di Cadore, Vodo di Cadore.

## Externe link

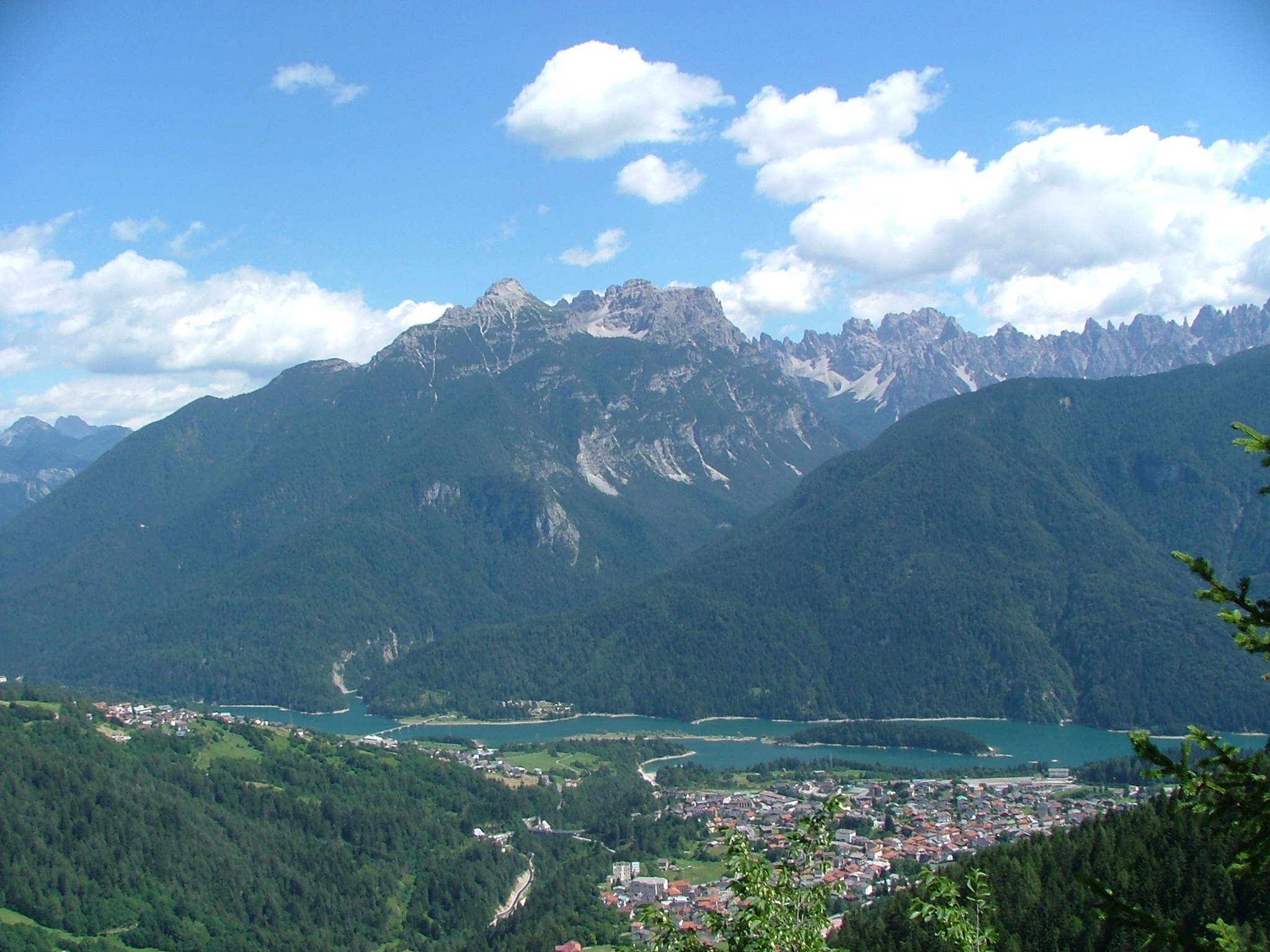
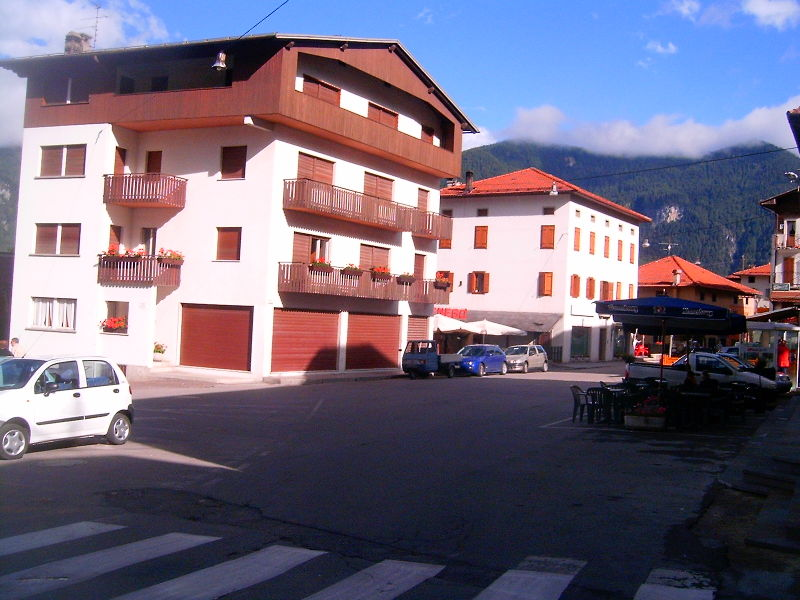